# Sant Pere d'Òdena
Sant Pere d'Òdena és una obra del municipi d'Òdena (Anoia) inclosa en l'Inventari del Patrimoni Arquitectònic de Catalunya.

## Descripció
Es tracta d'una església parroquial de tres naus amb els corresponents absis i campanar de torre de planta quadrada. Porta amb marc de pedra picada a la façana de migdia. Un cimbori de forma prismàtica descansa damunt d'unes petxines i dona claror a l'interior. Està construïda a base de carreus treballats a les cantonades i una combinació d'aquests tipus amb els de sense treballar als murs, tot lligat amb ciment. Les cobertes són de teula àrab. L'interior està arrebossat i l'exterior no. Hi ha la casa rectoral construïda a frec del temple.
El conjunt es va construir l'any 1942 en un estil eclèctic, però en una línia neoclàssica.

## Història
Aquesta construcció va substituir a una edificada l'any 1736, destruïda el 1936. al mateix temps, aquesta construcció del segle xviii havia substituït, Dalt del turó, a una de més antiga, possiblement romànica.
La construcció del 1736 fou cremada el 1936 i enderrocada posteriorment. Tenia una nau amb capelles laterals, amb un campanar de torre de base quadrada.